# Дориан Младший
Дориан Хуниор Анса Меа (исп. Dorian Junior Hanza Meha; род. 12 мая 2001, Фуэнлабрада, Испания) — испанский и экваториалогвинейский футболист, выступающий на позиции нападающего в Лангрео на правах аренды из Культураль Леонеса.

## Клубная карьера
Родился 12 мая 2001 года в Фуэнлабраде, Испания в семье буби. В 14 лет поступил в академию Атлетико Фуэнлабреньо. Также на молодёжном уровне представлял Алькобендас. Карьеру профессионала начал в Сан-Мартине. Полностью отыграв сезон, 25 раз выходил на поле, и отметился девятью мячами. В 2021 году перешёл в Культураль Леонеса, но ни отыграв ни матча за клуб в настоящий момент представляет Лангрео на правах аренды.

## Карьера в сборной
За сборную дебютировал 16 ноября 2021 года в матче против сборной Мавритании. Встреча закончилась ничьей 1:1. Всего за сборную провёл 7 матчей, из них три победы, три ничьи, и два поражения.